# Каргалинка
Каргалинка (каз. Қарғалы) — река в Алма-Ате и Алматинской области Казахстана, правый приток реки Каскелен.

## Описание реки
Длина Каргалинки 57 км, площадь водосбора 98 км². Имеет 15 мелких притоков родникового питания общей длиной 27 км. Ширина русла 5-10 м, глубина 0,3-0,5 м, в паводковый период до 1 м. Средний многолетний расход воды 0,65 м³/с (у колхоза имени Чапаева).
Бассейн Каргалинки расположен в среднегорной и низкогорной зонах западной части Заилийского Алатау. Склоны долины в среднем течении имеют крутизну 40-60 градусов. В бассейне Каргалинки имеются 2 пруда общей площадью водного зеркала 0,03 км². Вода реки используется для орошения и водоснабжения. В местах пересечения реки с автомобильными трассами Алматы-Каскелен, Алматы-Шемолган и железной дороги Алматы-Москва построены мосты. Сегодня санитарное состояние реки оценивается как неудовлетворительное.

## Сель
В ночь на 23 июля 2015 в 02:15 произошёл прорыв моренного озера Безымянное. Произошёл выброс 40 тыс. куб. м. воды. Селевой поток пошел по реке Каргалинка, частично был задержан на плотине. По непонятным причинам был произведён сброс воды через шлюзы-шандоры установленных в плотине, в результате плотина была заполнена только наполовину. Со слов жителей звонивших в МЧС в 2 часа ночи, им было сказано — «спускаем воду, не надо беспокоиться». Полное закрытие запорных сооружений в виде шандоров возможно могло бы предотвратить затопление города. В результате селевого выброса пострадало 456 домов, из них 9 поручили разрушения, подтоплены 44 улицы, 32 единицы автотранспорта.